# Mazda RX-7

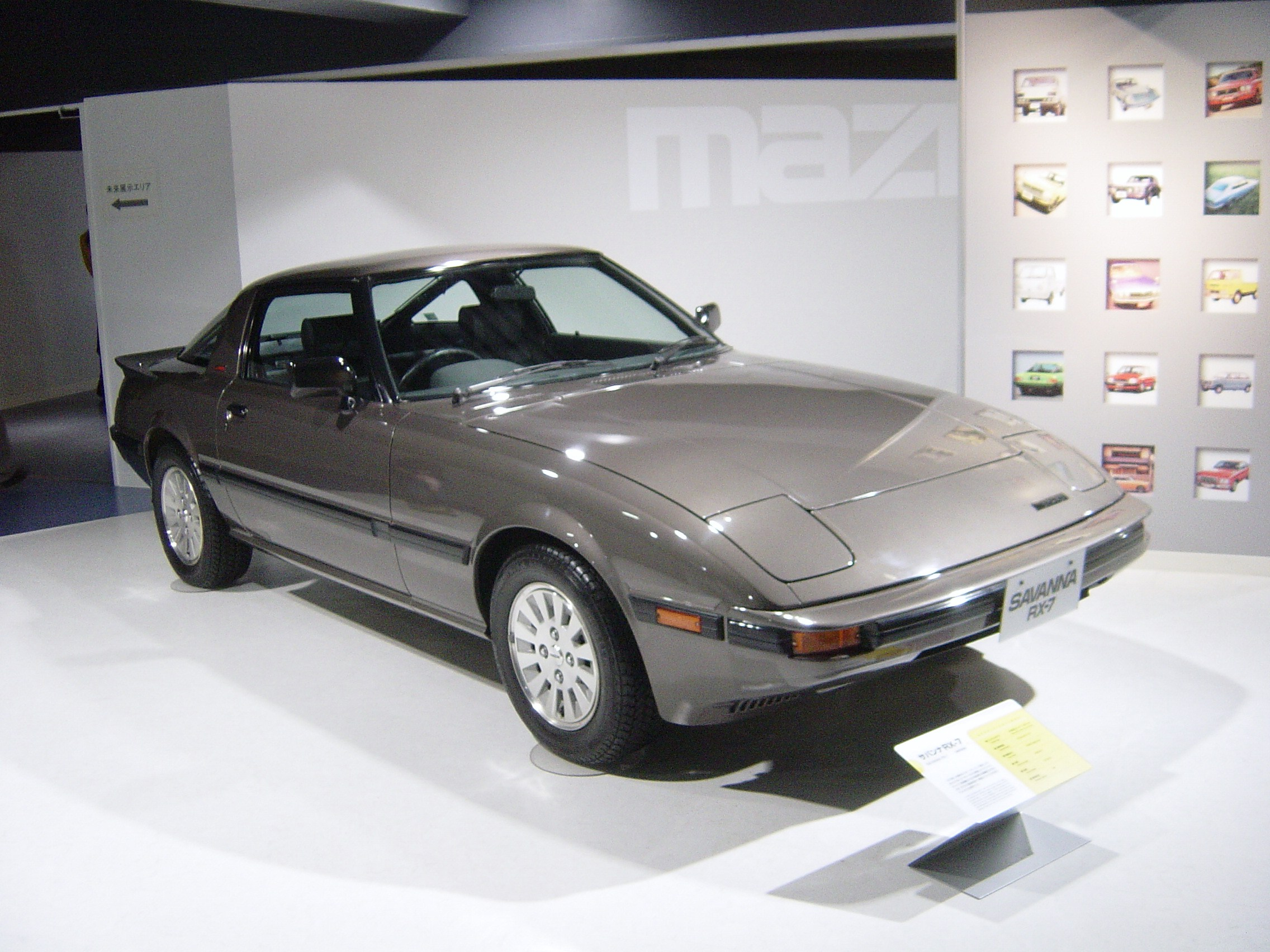
Första generationen

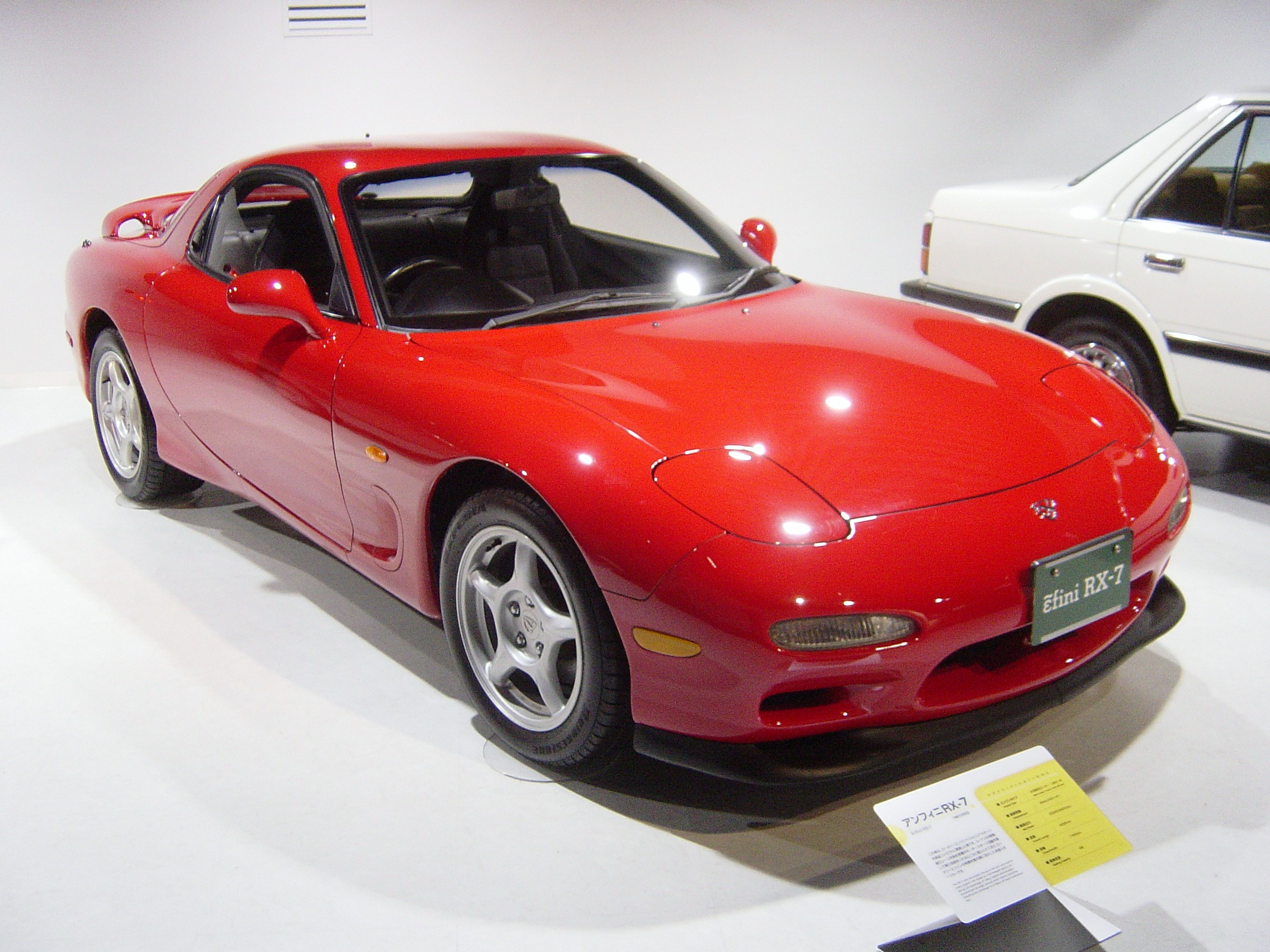
Tredje generationen

Mazda RX-7 är en 2-sitsig sportbil med wankelmotor och bakhjulsdrift. 
RX-7 fanns med tre karossgenerationer i totalt 8 produktiosserier; Gen1,S1: 1977–1980, Gen1,S2: 1981–1983, Gen1,S3: 1983–1985, Gen2,S4: 1986–1988, Gen2,S5: 1990–1992, Gen3,S6: 1992–1996, Gen3,S7: 1996–1999, Gen3,S8: 1999–2002. Från S7 och till slutet av produktionen såldes Gen3 med några få undantag endast i Japan på grund av vissa emissionsregler och den vikande försäljningen i USA. Skillnaderna mellan årsmodellerna inom respektive generation är huvudsakligen kosmetiska och skillnader i utrustning, medan grundkarossen kvarstår. Gen3 är även känd som FD eller FD3S, Gen2 är känd som FC, FC3S och FC3C (cabriolet), medan Gen1 från början benämndes SA22 med en flytande övergång till FB, olika år på olika marknader i världen. Endast FC fanns som cabriolet, och FC var den enda Rx-7 som också tillverkades utanför Japan (i USA).
Motorer i RX-7 var Mazda 12A (1146 cc / 95-115 Hk) tillverkad mellan 1971 och 1985 och Mazda 13B (1308 cc / 105-280 Hk) tillverkad mellan 1974 och 2002. 12A-motorn hade med få undantag 4 insugsportar och förgasare, medan 13B hade 4 insugsportar och förgasare från början, men utvecklades för icke turboladdade motorer till att ha 6 insugsportar och insprutning från 1984 (i Japan såldes även 12A utrustade med 6 portar och insprutning). Turboversioner har från 1983 funnits av både 12A och 13B. Sista generationen fanns endast med överladdad 13B med sekventiell dubbelturbo, vilken i Japan också fanns som ett dyrare motoralternativ på Mazda-modellerna Cosmo och Luce, samt som budgetalternativ i Eunos Cosmo (Mazdas lyx-märke, jämförbart med Lexus från Toyota).
Motorn är populär bland hemmabyggare av bl.a. ultralätta/experimentflygplan, på grund av sin låga vikt och kompakta storlek, jämna gång, låga pris i förhållande till andra lämpliga motorer och fåtalet rörliga delar, vilket ger hög driftsäkerhet. Mazda RX-7 Gen3 är mycket känd inom streetracing-kretsar och medverkar till exempel i filmerna The Fast and the Furious och även uppföljaren 2 fast 2 furious. Bilen är också med i den kända svenska streetracingfilmen Getaway in Stockholm 5 där två bilar "tävlar" i Stockholms innerstad som ingår i kult-serien av filmer Getaway in Stockholm. En nackdel med RX-7:an (och andra wankelbilar) är att de kan dra mycket bensin vid höga varv, mycket mer än vanliga kolvmotorer, samtidigt som wankelmotorer vid laboratorieförsök har uppvisat lägre förbrukning än motsvarande kolvmotorer.
RX-8 räknas som ersättare fast den har en helt annan kaross. Rx-8 är kanske mest bekant för att vara 4-sitsig (2+2) med bakdörrar som är bakhängda och därmed saknar b-stolpe. Även Rx-7 har i vissa delar av världen sålts som 4-sitsig, fast i dessa är det riktigt trångt i baksätet.